# Minnetrista
Minnetrista – miasto w Stanach Zjednoczonych, w stanie Minnesota, w hrabstwie Hennepin.